# Katie van Scherpenberg
Mildrid Catharina van Scherpenberg (1940) es una artista plástica, pintora, grabadora y docente brasileña.

## Biografía
Nacida en Inglaterra, migró a Brasil en 1946.  Estudió con Catherina Baratelli, entre 1958 y 1960, posteriormente viajó a Alemania a estudiar en la Academia de Bellas Artes de la Universidad de Múnich. En 1963 estudió con Oscar Kokoschka en Salzburgo, Austria.
En 1966 regresó a Río de Janeiro a estudiar grabado en el Museo de Arte Moderno. En 1976, participa en la fundación de la Asociación Brasileña de Artistas Plásticos Profesionales. Funda en 1978, junto con el poeta Geni Marcondes, el Centro Experimental de Arte en la ciudad de Petrópolis, donde dio clases hasta 1984. 
En 1980 comienza a exponer individualmente. 
De 1982 a 1985 trabaja, por invitación del Instituto Nacional de Artes Plásticas, en el proyecto Melhoria de Materiais, análisis de aceite de tinta, investigación publicada por Funarte. 
De 1983 a 1989 da clases de pintura en el Museo de Arte Moderno de Río de Janeiro, en la Escola de Artes Visuais do Parque Lage y en Universidad de Santa Úrsula, en Río de Janeiro.

## Exposiciones
- 1981 - Río de Janeiro en Centro Científico y Cultural de Macau
- 1981 - Victoria en la Galería de Arte e Investigación de la Ufes

- 1982 - Río de Janeiro, proyecto de arte contemporáneo de Brasil en el Museo de Arte Moderno de Río de Janeiro
- 1983 - Río de Janeiro en el Centro Científico y Cultural de Macau
- 1984 - Río de Janeiro en la Galería MP2
- 1985 - São Paulo en la Galería de Arte Contemporáneo Arco
- 1986 - Brasilia en la Galería Espacio Capital, Arte Contemporáneo
- 1987 - Río de Janeiro en la galería de arte Centro Empresarial Río
- 1988 - Brasilia en la Galería Espacio Capital, Arte Contemporáneo
- 1989 - Río de Janeiro en Galería Anna Maria Niemeyer
- 1989 - Río de Janeiro en la Galería Espacio de Arte
- 1992 - Río de Janeiro en Galería Anna Maria Niemeyer
- 1992 - Roma (Italia) en La Habitación Galería
- 1995 - París (Francia) en Galería Debret
- 1995 - Río de Janeiro en Anna Maria Niemeyer Galería
- 1995 - Río de Janeiro en el Museo del Palacio Imperial
- 1996 - Madrid (España) en Casa de América
- 1996 - Río de Janeiro en Centro Científico y Cultural de Macau
- 1999 - Madrid (España) en Casa de América
- 1999 - Río de Janeiro en Galería Anna Maria Niemeyer
- 2000 - Niterói Feuerbach y yo en el MAC
- 2000 - Niterói  La indiferencia, intervención en Boa Viagem

- 2003 - Río de Janeiro - Individual en Anna Maria Niemeyer Galería[6][7][8][9]